# Киреев, Иван Фёдорович
Иван Фёдорович Киреев (1905—1963) — советский военнослужащий. Участник Великой Отечественной и советско-японской войн. Полный кавалер ордена Славы. Воинское звание — гвардии старший сержант.

## Биография

### До войны
Иван Фёдорович Киреев родился 9 февраля 1905 года в губернском городе Красноярске Российской империи (ныне административный центр Красноярского края Российской Федерации) в семье рабочего-железнодорожника. Русский. Окончил один или два класса начальной школы. С пятнадцати лет работал в Главных железнодорожных мастерских Сибирской железной дороги. В конце 1920-х годов проходил службу в Рабоче-крестьянской Красной Армии. После демобилизации вернулся в Красноярск. Работал маляром в паровозосборочном цехе Красноярского паровозоремонтного завода, пройдя путь от простого рабочего до бригадира. 30 апреля 1937 года Иван Фёдорович был арестован по обвинению во вредительстве и 22 июня 1938 года военным трибуналом Красноярской железной дороги приговорён к 5 годам исправительно-трудовых лагерей. После нескольких апелляций 8 августа 1940 года был реабилитирован. Вернулся на свой завод, где продолжал трудиться до призыва на военную службу.

### На фронтах Великой Отечественной войны
Вновь в Красную Армию И. Ф. Киреев был призван Сталинским районным военкоматом города Красноярска в августе 1941 года. По стечению обстоятельств немолодой по военным меркам боец попал в воздушно-десантные войска. Служил в составе 17-й воздушно-десантной бригады 8-го воздушно-десантного корпуса сначала в городке Экгейм Саратовской области, затем в Подмосковье. До войны летать на самолёте Ивану Фёдорович не доводилось, а тут пришлось не только летать, но и прыгать с парашютом. К этому добавились ежедневные изнурительные тренировки. Выдерживать высокие физические нагрузки наравне с молодыми солдатами Ивану Фёдоровичу было тяжело, и в мае 1942 года его перевели в сапёрный взвод 54-го гвардейского стрелкового полка 19-й гвардейской стрелковой дивизии. Вновь красноармейцу Кирееву пришлось осваивать новую для него воинскую специальность. Службу он начал с чтения книг по минно-взрывному делу, затем учился сапёрным премудростям у опытных бойцов и младших командиров. По-настоящему боевое крещение он принял только во время Великолукской операции. 9 декабря 1942 года, подтянув крупные резервы, противник нанёс мощный контрудар с целью деблокировать свои окружённые в Великих Луках войска и потеснил части 9-й гвардейской стрелковой дивизии. В сложившейся ситуации 15 декабря командование Калининского фронта вынуждено было ввести в бой из фронтового резерва 19-ю гвардейскую стрелковую дивизию. Гвардейцы генерал-майора Д. М. Баринова смогли восстановить положение и закрепились юго-западнее Великих Лук у деревни Печище. Немцы не оставляли попыток прорвать кольцо окружения и 27 декабря бросили в бой на участке обороны 54-го гвардейского стрелкового полка крупные силы пехоты и танков. Во время отражения многочисленных контратак противника 27 и 28 декабря гвардии красноармеец И. Ф. Киреев под яростным огнём врага произвёл минирование высоты 178,1, чем способствовал удержанию тактически важных оборонительных рубежей. 3 января Иван Фёдорович был ранен, но остался в строю и 10 января, несмотря на ранение, принял участие в отражении очередного натиска врага, уничтожив в бою 5 вражеских солдат.
Летом-осенью 1943 года 19-я гвардейская стрелковая дивизия в составе 39-й армии принимала участие в Смоленской операции. И. Ф. Киреев в боях на духовщинско-демидовском направлении неоднократно проделывал проходы в минных полях и проволочных заграждениях противника для своей пехоты и танков, в составе своего подразделения освобождал Духовщину и Рудню. После завершения операции «Суворов» советские войска попытались развить успех на витебском направлении. В этих боях в ноябре 1943 года Иван Фёдорович был тяжело ранен и на несколько месяцев выбыл из строя. После лечения в госпитале он вернулся в свою дивизию, но был определён сапёром в 61-й гвардейский стрелковый полк. К лету 1944 года получил воинское звание гвардии младшего сержанта. Особенно отличился в первые дни Белорусской стратегической операции.

### Орден Славы III степени
Крупномасштабное наступление советских войск на витебском направлении было намечено на 22 июня 1944 года. В ночь перед началом Витебско-Оршанской операции стратегического плана «Багратион» группа сапёров 61-го гвардейского стрелкового полка получила задание произвести инженерную разведку и обеспечить проходы к позициям немцев для своей пехоты к северу от деревни Кузьменцы. Под покровом темноты сапёры сумели вплотную приблизиться к переднему краю противника, но в последний момент были обнаружены. Немцы открыли ураганный ружейно-пулемётный огонь по советским бойцам. В живых осталось только два сапёра, в том числе и гвардии младший сержант И. Ф. Киреев. Понимая, что задание нужно выполнить во что бы то ни стало, они притворились мёртвыми, а когда всё затихло, продолжили работу. Действуя быстро и слаженно, сапёры проделали проход в минном поле и проволочном заграждении противника, сняв более сотни мин. Утром перешедшие в наступление стрелковые подразделения прорвали немецкую оборону и вышли на берег реки Лучосы. В результате стремительного прорыва, чему в немалой степени способствовала проведённая сапёрами работа на участке атаки, передовые отряды полка захватили две переправы через реку, создав благоприятные условия для последующего продвижения на запад. В ходе дальнейшего наступления в период с 22 по 26 июня гвардии младший сержант И. Ф. Киреев находился непосредственно в боевых порядках пехоты и непрерывно вёл инженерную разведку, давая возможность стрелковым подразделениям без потерь преодолевать инженерные заграждения неприятеля. Всего за время операции Иван Фёдорович под огнём врага проделал четыре прохода через минные поля и ряды колючей проволоки противника. Благодаря отваге и воинскому мастерству гвардии младшего сержанта Киреева, а также других полковых сапёров, гвардейцы подполковника В. А. Трушина 25 июня вышли на берег реки Западная Двина в районе деревни Гнездиловичи, где встретились с частями 43-й армии, тем самым сомкнув кольцо окружения вокруг витебской группировки противника. За образцовое выполнение боевых заданий командования и проявленные при этом доблесть и мужество приказом от 4 июля 1944 года Иван Фёдорович был награждён орденом Славы 3-й степени.

### Орден Славы II степени
Осенью 1944 года 19-я гвардейская стрелковая дивизия вела ожесточённые бои в Литве к югу от Расейняя. При подготовке наступательной операции на мемельском направлении гвардии младший сержант И. Ф. Киреев, назначенный на должность командира сапёрного отделения, провёл большую работу по разведке переднего края немцев в зоне ответственности своего полка: заблаговременно были выявлены минные поля, изучена система проволочных заграждений и расположение траншей, намечены пути подхода к позициям противника. 6 октября в ходе начавшейся Мемельской операции Иван Фёдорович со своими бойцами, демонстрируя образцы мужества и отваги, под яростным миномётным и пулемётным огнём врага проделал два прохода в минных заграждениях немцев, сняв при этом 108 мин. Благодаря самоотверженной работе сапёров 61-й гвардейский стрелковый полк стремительной атакой опрокинул боевые порядки неприятеля в районе населённого пункта Кальнуяй (Kalnujai), и не давая ему закрепиться на промежуточных рубежах, 9 октября первым в дивизии перешёл советско-германскую границу и углубился на 5 километров на территорию Восточной Пруссии.
Через несколько дней 19-я гвардейская стрелковая дивизия была переброшена на гумбинненское направление. При прорыве вражеской обороны на советско-германской границе в районе городка Ширвиндт, насыщенной железобетонными ДОТами, проволочными заграждениями и минными полями, успешно действовали специально сформированные штурмовые группы, в составе одной из которых входило сапёрное отделение И. Ф. Киреева. Умело совершая обходные манёвры и в нужный момент бросая в бой штурмовые группы, гвардейцы подполковника В. А. Трушина одними из первых вступили на территорию Восточной Пруссии, уничтожив в боях 1200 солдат и офицеров вермахта.
За весомый вклад в успешное развитие наступления своего полка и дивизии в целом приказом от 24 октября 1944 года гвардии младший сержант И. Ф. Киреев был награждён орденом Славы 2-й степени, а за умелое руководство отделением ему было присвоено внеочередное воинское звание гвардии старшего сержанта.

### Орден Славы I степени
В ходе Гумбиннен-Гольдапской операции подразделения 19-й гвардейской стрелковой дивизии вышли к долговременной линии обороны немцев на ближних подступах к городу Пилькаллен, где перешли к обороне. Противник пытался контратаковать измотанные в боях части дивизии. В сложной боевой обстановке, когда советские войска ещё только оборудовали оборонительный рубеж, гвардии старший сержант И. Ф. Киреев со своим отделением неоднократно под огнём врага выдвигался впереди порядков своей пехоты и на расстоянии 70-80 метров от немецких позиций минировал танкоопасные направления. После стабилизации линии фронта Иван Фёдорович несколько раз проводил группы разведчиков к переднему краю немцев через их инженерные заграждения.
13 января 1945 года с удержанных под Пилькалленом позиций гвардейцы полковника П. Н. Бибикова перешли в наступление в рамках Инстербургско-Кёнигсбергской операции. При прорыве немецкой обороны гвардии старший сержант И. Ф. Киреев под ураганным огнём противника проделал проходы в минных полях немцев и во время атаки лично провёл по нему пехоту. Оборона врага была прорвана, и войска 39-й армии развили стремительное наступление в северо-западном направлении, стремясь отрезать пути отступления 9-му армейскому корпусу 3-й танковой армии вермахта. Ожесточённый бой завязался за опорный пункт противника местечко Ленгветен. Штурмовая группа, в состав которой входило отделение гвардии старшего сержанта Киреева, первой ворвалась в населённый пункт. Противник отчаянно цеплялся за каждый дом, ведя ураганный огонь из окон, подвалов и с чердаков зданий. Особенно ожесточённое сопротивление гвардейцы встретили в центре посёлка. С чердачного помещения одного из каменных строений немцы простреливали из пулемёта сразу несколько прилегающих улиц. Иван Фёдорович вместе с несколькими пехотинцами под прикрытием расположенного по соседству горящего здания сумел обойти огневую точку и ворваться в дом. Пока стрелки зачищали этажи, Киреев поднялся на чердак и уничтожил трёх немецких пулемётчиков. Завладев пулемётом, Иван Фёдорович открыл огонь по соседним зданиям, где засели немецкие солдаты, чем способствовал продвижению штурмовой группы. 18 января Ленгветен был взят, а на следующий день за отличие в Инстербургско-Кёнигсбергской операции командир 61-го гвардейского стрелкового полка гвардии подполковник В. А. Трушин представил гвардии старшего сержанта И. Ф. Киреева к ордену Славы 1-й степени. Высокая награда была присвоена Ивану Фёдоровичу указом Президиума Верховного Совета СССР от 19 апреля 1945 года.

### На завершающем этапе Второй мировой войны
Во время штурма Кёнигсберга подразделения 39-й армии активными действиями сковывали немецкую оперативную группу «Земланд», а после взятия столицы Восточной Пруссии участвовали в разгроме немецкой группировки на Земландском полуострове. В мае 1945 года началась переброска армии на Дальний Восток. На завершающем этапе Второй мировой войны в рамках Хингано-Мукденской операции гвардии старший сержант И. Ф. Киреев принимал участие в разгроме Квантунской армии. Во время перехода 19-й гвардейской стрелковой дивизии через Большой Хинган и передвижения по пустынно-степным районам Маньчжурии сапёрное отделение И. Ф. Киреева проделало большую работу по обеспечению наступающих частей водой. За время операции Иван Фёдорович со своими бойцами вырыл шесть колодцев на пути следования дивизии. Боевой путь он завершил 22 августа 1945 года в Порт-Артуре.

### После войны
В 1945 году, после завершения советско-японской войны, гвардии старший сержант И. Ф. Киреев был демобилизован. Жил в Красноярске. Ранения и тяготы войны тяжело сказались на здоровье ветерана, но несмотря на болезни и назначенную пенсию, он продолжал работать начальником охраны на местном мельничном комбинате. Умер Иван Фёдорович 13 мая 1963 года. Похоронен в Красноярске.

## Награды
- Орден Красной Звезды — дважды (10.06.1944, 12.09.1945)[8];
- Орден Славы 1-й степени (19.04.1945)[9][14];
- Орден Славы 2-й степени (24.10.1944)[7];
- Орден Славы 3-й степени (04.07.1944)[1];
- Медали, в том числе:

Медаль «За отвагу» — дважды (24.02.1944, 27.03.1944);
Медаль «За боевые заслуги» (20.01.1943);
Медаль «За победу над Германией в Великой Отечественной войне 1941-1945 гг.»;
Медаль «За победу над Японией».

## Документы
- Общедоступный электронный банк документов «Подвиг Народа в Великой Отечественной войне 1941—1945 гг.» Дата обращения: 18 сентября 2014. Архивировано из оригинала 30 октября 2018 года. Номера в базе данных:

Орден Красной Звезды. Приказ от 12 сентября 1945 года (архивный реквизит 39176591).
Орден Славы 1-й степени (архивный реквизит 46569691).
Указ Президиума Верховного Совета СССР от 19 апреля 1945 года.
Орден Славы 2-й степени (архивный реквизит 36877229).
Медаль «За боевые заслуги» (архивный реквизит 26705883).